# Albita Rodríguez
Alba Mirna Rodríguez Herrera (La Habana, Cuba, 6 de junio de 1962) es una cantante, compositora y música cubana conocida en el ámbito musical como Albita. Es ganadora del Premio Grammy.

## Biografía
Sus padres fueron conocidos en Cuba como intérpretes de música tradicional y guajira, lo que le aseguró a Albita un lanzamiento como cantante desde edad temprana. Comenzó a trabajar profesionalmente desde su adolescencia, consiguiendo reconocimiento entre los intérpretes nacionales de música folklórica.
Lanza en 1988 su primer álbum Habrá Música Guajira (There Will Be Guajira Music). A comienzos de los años 1990 firma contratos de trabajo en Colombia, desde donde viaja a los Estados Unidos, haciendo de la ciudad de Miami su residencia permanente.
Desde su llegada a Miami Albita llama la atención de varias figuras de renombre en el mundo del espectáculo que reconocen su talento.
En 1994 lanza su primer álbum en Estados Unidos No Se Parece a Nada producido por el empresario y artista Emilio Estefan. De este álbum, surgió como éxito el tema "Qué manera de quererte" y "Que culpa tengo yo"
Su carrera en Estados Unidos ha tenido varios éxitos y se ha constituido como uno de los principales exponentes de la cultura cubana.
Nominada varias veces a los prestigiosos premios Latin Grammy es ganadora de dos premios por su producción "Albita Llegó", como productora y como cantante.
En el 2009 y 2010 tuvo un show de televisión por el canal estadounidense Megatv, "La descarga con Albita", donde a pesar de ser un programa con poco tiempo al aire ganó el prestigioso premio EMMY. Ha compuesto música para cine y su música y su voz también han sido seleccionados para varias películas. Participó como una de las figuras principales en el musical "The Mambo Kings" y más recientemente en abril de 2016 se presentó en la obra de teatro Carmen, presentada en el Teatro del Châtelet, de París.

## Discografía
- Habrá Música Guajira (1988)
- Cantaré (1992)
- Si se da la siembra (1991)
- No Se Parece a Nada (1995)
- Dicen Que (1996)
- Una Mujer Como Yo (1997)
- Son (2000)
- Hecho a Mano (Handmade) (2002)
- Albita Llegó (Albita Is Here) (2004)
- Albita Live (2007)
- "Cuba - Un Viaje Musical" (2008)
- "Mis Tacones" (2009)
- "Toda una Vida - Cuban Masterworks" (2011)
- "Una mujer que canta" (2013)
- "Mujeres con Cajones" (2014)
- "Albita" (2017)